# Saazkogel
Saazkogel är en kulle i Österrike.   Den ligger i distriktet Südoststeiermark och förbundslandet Steiermark, i den östra delen av landet, 150 km söder om huvudstaden Wien. Toppen på Saazkogel är 290 meter över havet.
Terrängen runt Saazkogel är huvudsakligen platt. Närmaste större samhälle är Feldbach, 4,2 km öster om Saazkogel. 
I omgivningarna runt Saazkogel växer i huvudsak blandskog. Runt Saazkogel är det ganska tätbefolkat, med 90 invånare per kvadratkilometer.